# Beschorneria rigida
Beschorneria rigida är en sparrisväxtart som beskrevs av Joseph Nelson Rose. Beschorneria rigida ingår i släktet Beschorneria och familjen sparrisväxter. Inga underarter finns listade i Catalogue of Life.

## Bildgalleri

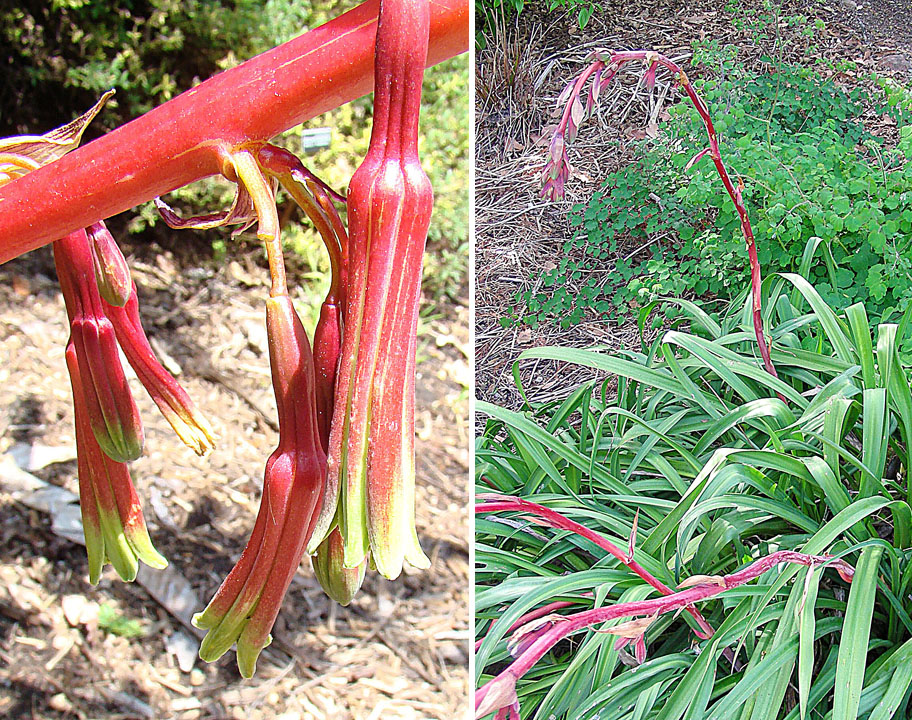